# Mezőkölpény
Mezőkölpény (románul Culpiu) falu Romániában, Erdélyben, Maros megyében, az egykori Marosszék északnyugati szélén.

## Fekvése
A falu Marosvásárhelytől 14 km-re északnyugatra, a Komlód völgyére nyíló völgykatlanban fekszik, és közigazgatásilag a 10 km-re keletre levő Mezőcsáváshoz tartozik. A DN15E főúton közelíthető meg.

## Története
1332-ben Kulpen néven említik először. A település neve a kölpényektől, egy skandináv eredetű népcsoporttól ered, akiket katonai segédnépként telepített az országhatár védelmére Taksony vagy Géza fejedelem. Borsos-hegyen a fejedelmi időkben vár állott, a hagyomány szerint a „Vérpad” nevű helyen a várért folyó csata volt egykor. Egykor a Kuun családnak volt itt udvarháza, melyet 1912-ben lebontottak. 1910-ben 759 lakosából 468 magyar és 210 román volt. A trianoni békeszerződésig Maros-Torda vármegye Marosi felső járásához tartozott. 1992-ben 410 lakosából 283 magyar és 127 román volt. A 2002-es népszámláláskor 402 lakosa közül 275 fő (68,4%) magyar, 127 (31,6%) pedig román volt.

## Látnivalók
- Református temploma a 15–16. században épült, valószínűleg egy román kori templom köveiből, a 16. század középétől a reformátusoké, 1708-ban átalakították, valószínűleg ekkor épült harangtornya. 1774-ben leégett, de 1778-ban újjáépítették, majd 1818-ban bővítették.
- A falu határában van a Mezőség legnagyobb erdeje, a Nagyerdő.
- Az Árok-pataka a Kölpényi-tóba ömlik.
- A falunak Sóskútja is van.

## Népzene
- Pávai István (szerk.): Mezőkölpényi népzene[halott link]. Electrecord EPE 03323 bakelit hanglemez, Bukarest, 1988.

## Képek

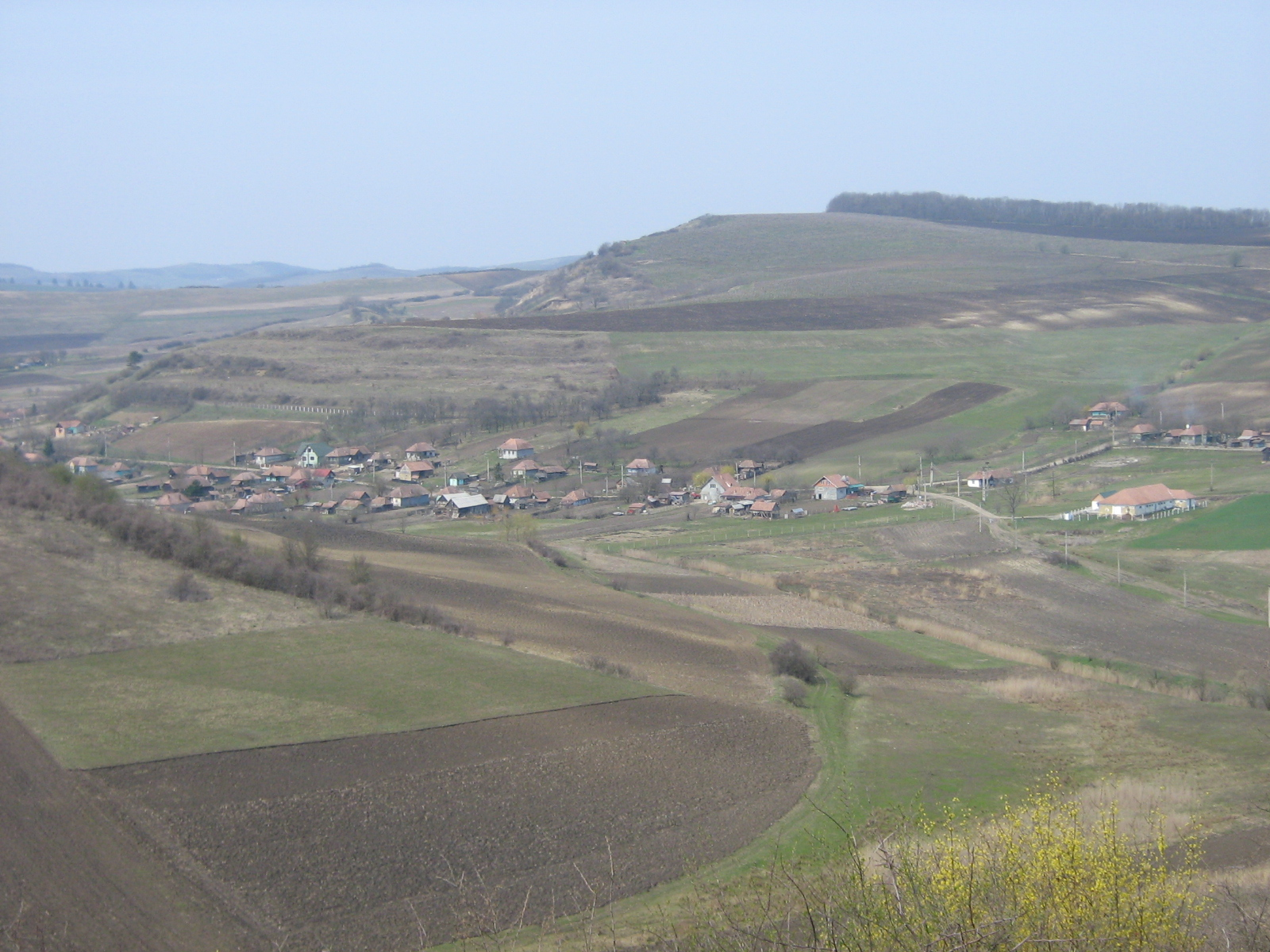
Panoráma
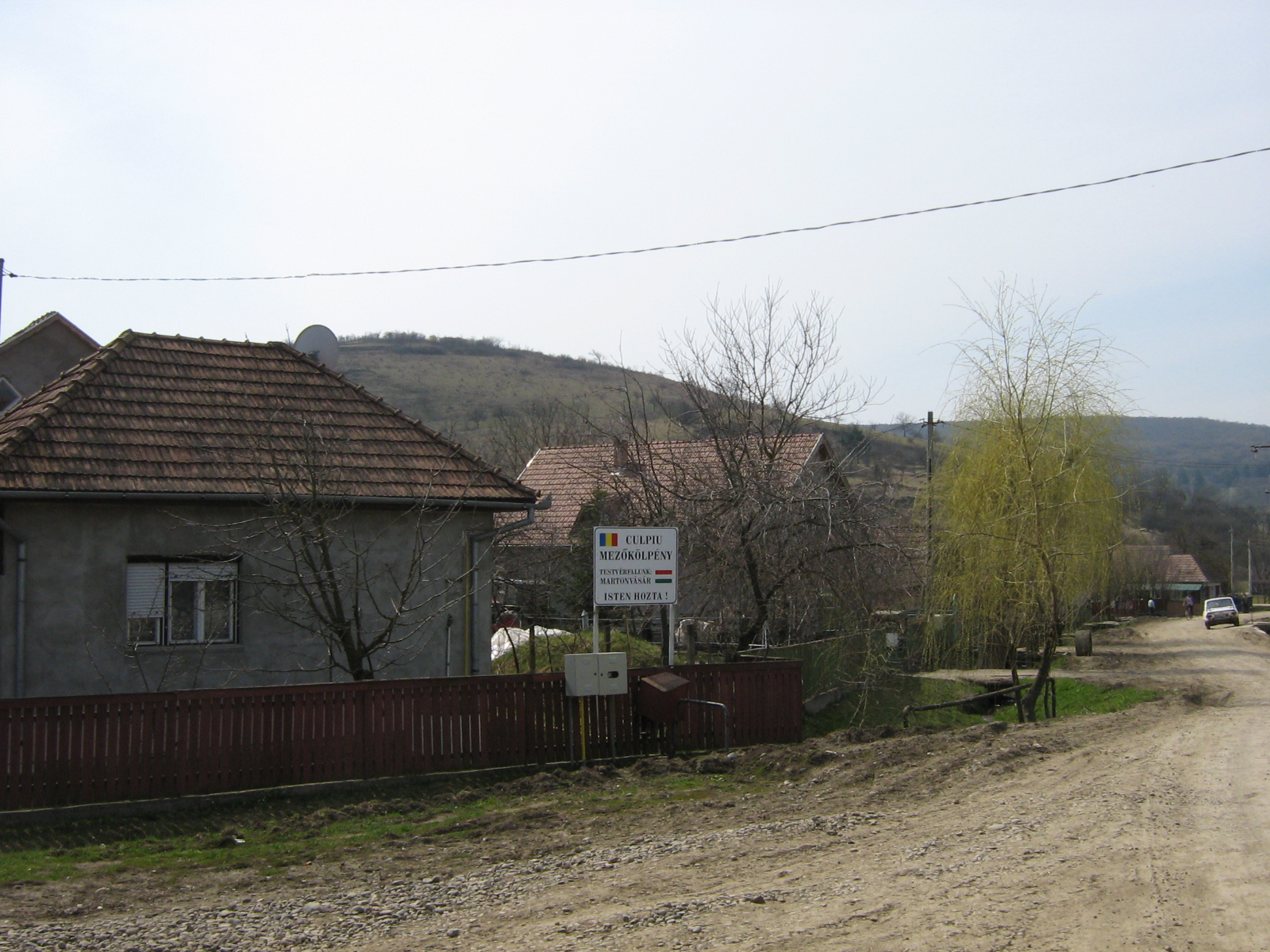
A falu északi része
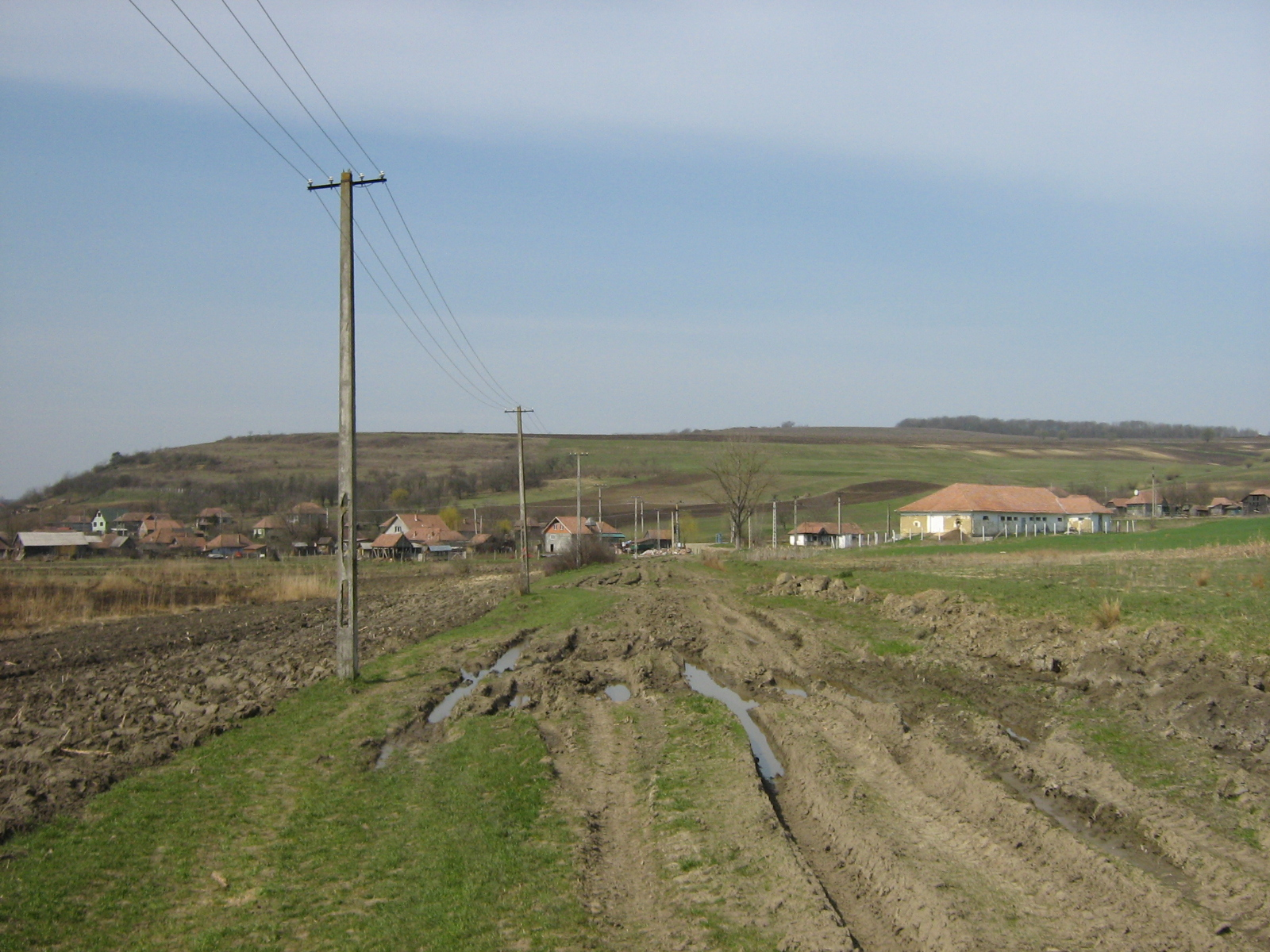
Út
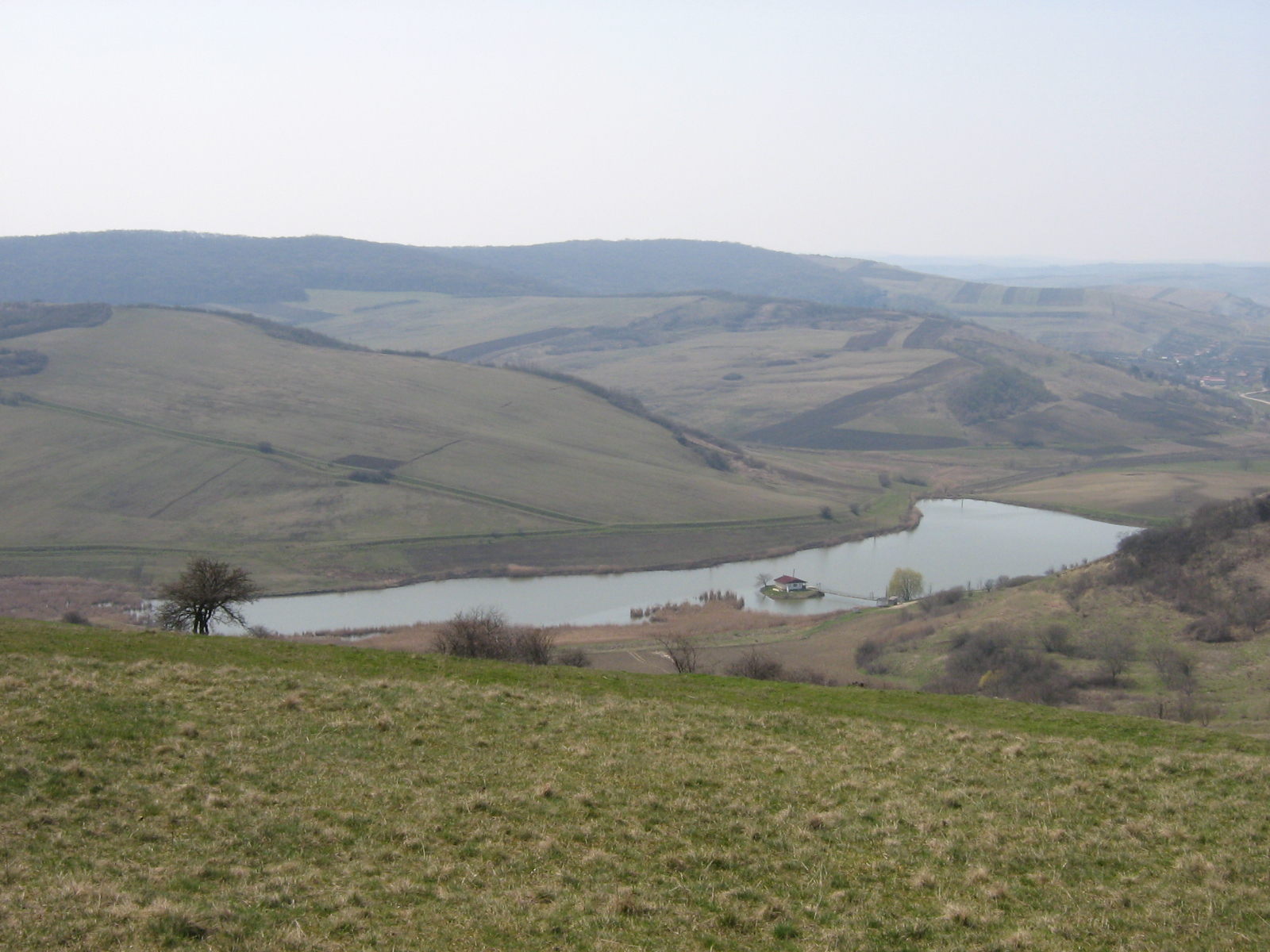
A Kölpényi-tó
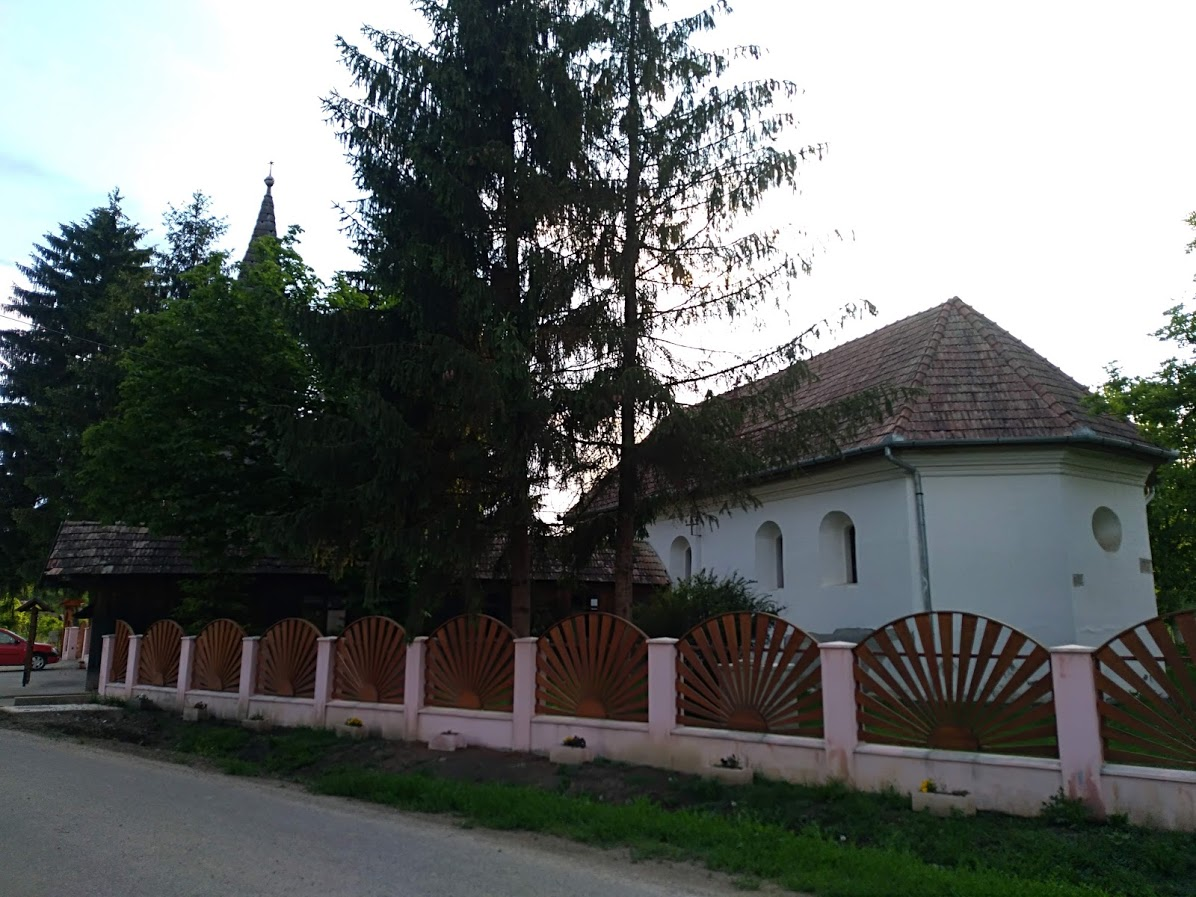
Református templom
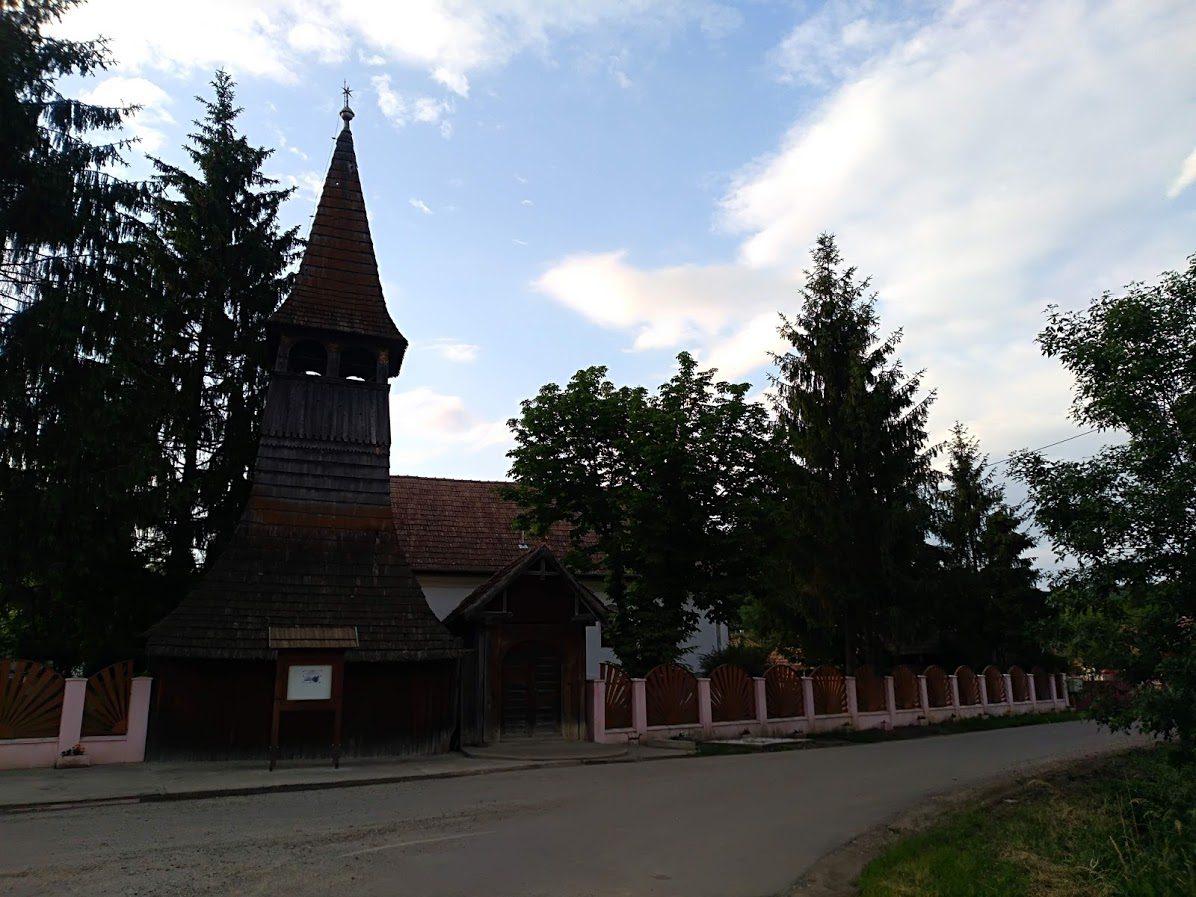
Református templom bejárata
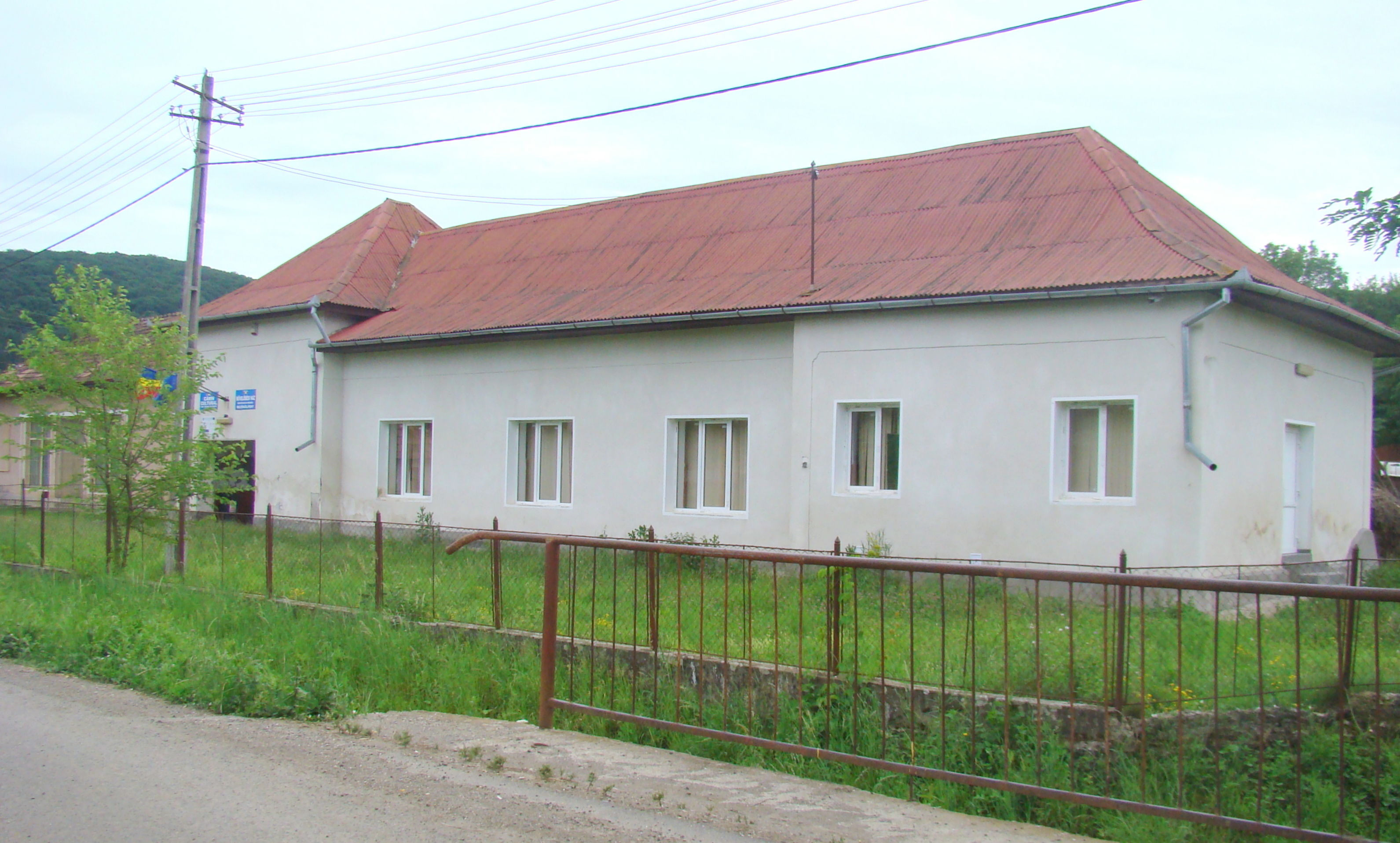
Kultúrotthon
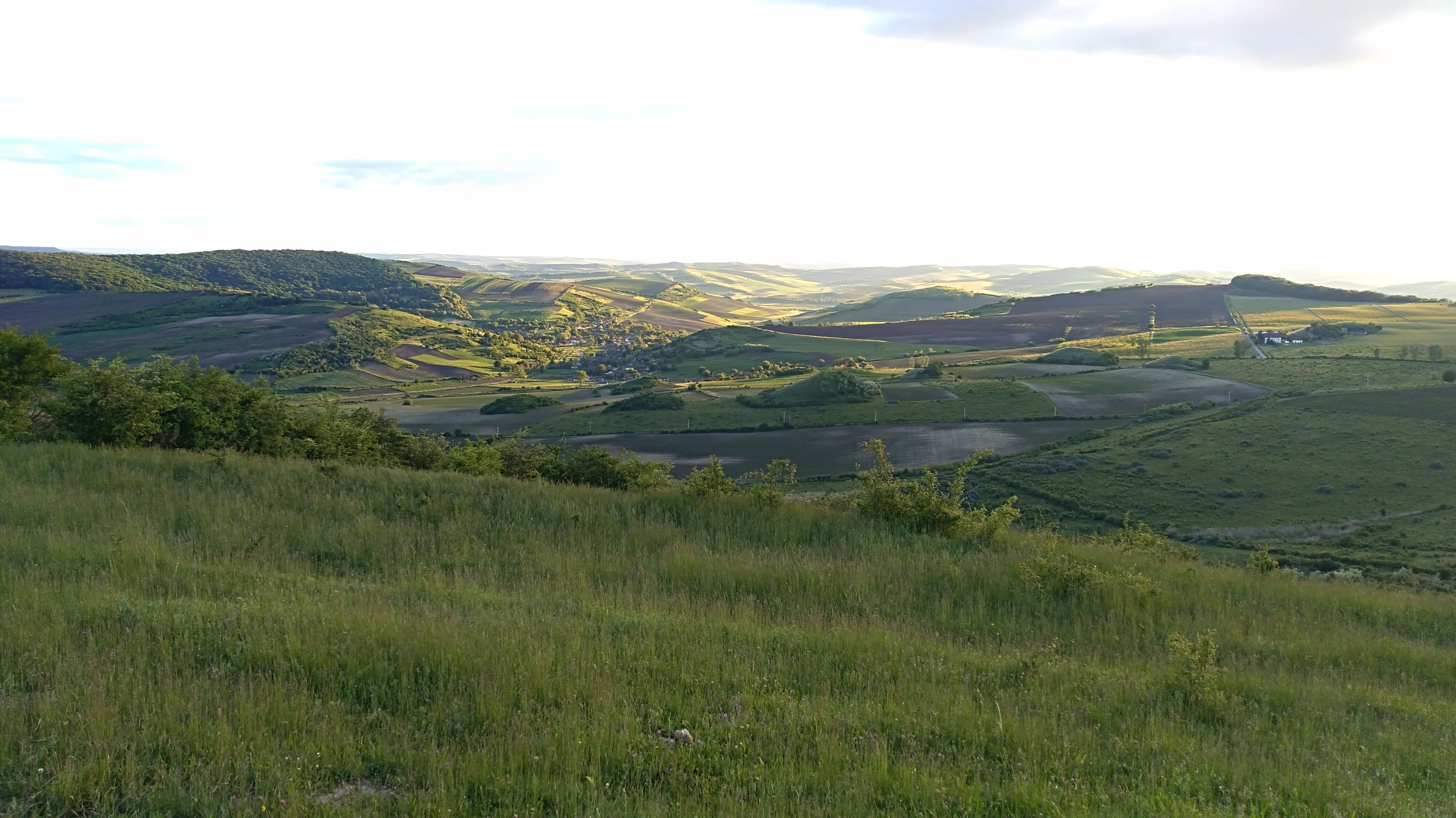
Mezőkölpény völgye

## Híres emberek
- Itt született Balog János, az edelényi csata hőse, Marosszék főkapitánya; fia, László 1648-ban Marosszék főkirálybírája lett.